# みな子
みな子（みなこ、1919年〈大正8年〉11月20日 - 2010年〈平成22年〉5月31日）は、日本の芸妓。本名、長尾 みつ（ながお みつ）。昭和初期から平成期まで、約80年にわたって芸妓としての活動を続けた。戦後も舞台やイベントでも活躍して、90歳で死去するまで生涯現役を貫き、吉原の文化と芸を世の中に伝え続けたことで、「最後の吉原芸者」と呼ばれた。吉原の伝統芸の継承にも熱心で、晩年は後進の育成や座敷芸の映像保存にも力を注いだ。没後は晩年の5年間の活動を記録したドキュメンタリー映画『最後の吉原芸者 四代目みな子姐さん』が公開され、日本国内外で好評を得た。

## 経歴

### 少女期 - 芸妓の道へ

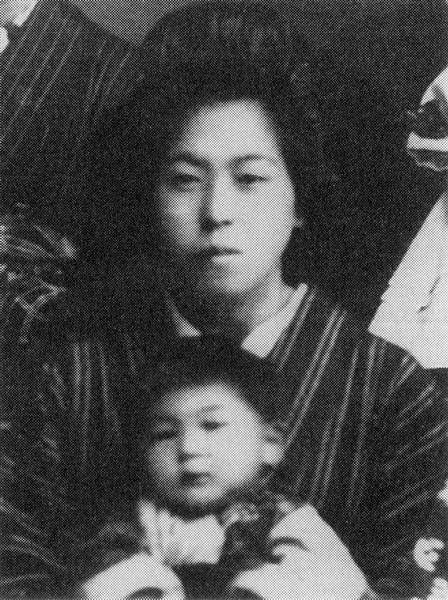
幼少期、母親に抱かれたみな子（みつ）

北海道當別村（後の当別町）で、6人弟妹（1男5女）の長女として誕生した。1926年（大正15年）、みな子が7歳のとき、父が新事業を始めるために、一家を挙げて上京した。しかし人に騙されて全財産を失い、一家は貧乏生活を強いられることになった。
浅草に転居した後、近所の住人が置屋（芸者屋）の経営者の妹であり、その者の誘いで1930年（昭和5年）に年季奉公に出され、芸妓への道に入った。父親は心配し、吉原の貸座敷約10件を回って「吉原の芸妓が体を売らないのは本当か」と確認した。実際には、当時の吉原は隆盛を極めており、評判は高く、吉原で芸妓になるのは名誉なことだった。後年には吉原は遊女ばかりとの印象を持つ者が増えたものの、吉原では江戸時代から芸者と遊女は明確に区分けされており、吉原芸者は座敷で歌舞音曲等の芸事を披露する、売春とは無縁の存在で、この伝統は維新後も維持されていた。
当時の客の中には小唄や義太夫節を嗜む者もいた。芸が出来ないとなれば吉原の芸妓の名折れであったため、怒鳴られながら、太鼓、鼓、三味線、踊りなどの稽古に励んだ。新橋や赤坂では、芸はできなくても客のそばに座って酌をするだけで良く、ときには床を共にすることもあったが、花魁がいる吉原では色を売ることはご法度で、あくまでも芸が本分であったため、その分、芸妓になるための稽古は非常に厳しいものであった。
座敷に出るためには中学生以上でなければ当時の法律に抵触したが、年齢はまだ11歳であり、あと1年で小学校を卒業する必要があったため、昼間は稽古を習いつつ、18時から21時までを夜学で学ぶ生活であった。

### 座敷に上がる

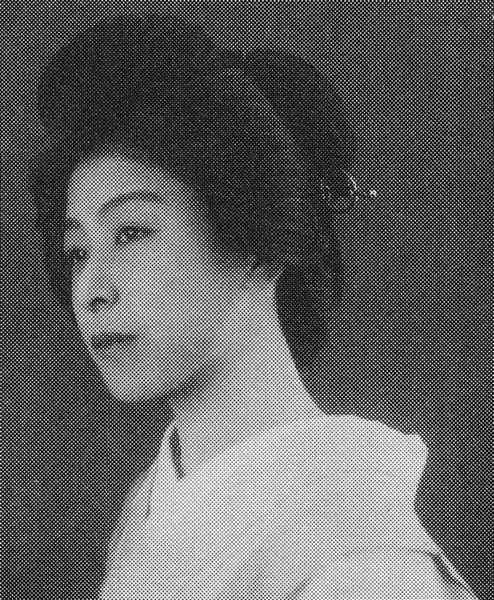
半玉時代。自著によれば、写真師から「撮影料金は要らないので撮らせてほしい」といわれたという。

翌1931年（昭和6年）、12歳で半玉（芸妓の見習い）として、吉原の座敷に上がった。14時頃から座敷の準備をし、仕事の有無にかかわらず午前2時まで待機し、翌朝は次に呼んでもらえるよう、礼儀として茶屋を1軒ずつ回り、必ず挨拶する生活を送った。
芸の上達は早かったようで、みな子の芸の音色を芸者屋の息子が耳にし、母と間違えたとの逸話もある。16歳のときには既に、下の者に稽古をつけていた。芸事の天分があったのか、辛さとは無縁の楽しい日々だった。一つの座敷が長く、芸がないと持たないため、芸事ができないと意味がないと、芸に生きた。
「みな子」の名は、この半玉に出たときからの名である。本人の談によれば4代目だが、初代と2代目は不明、3代目は第32代横綱の玉錦三右エ門の妻だという。

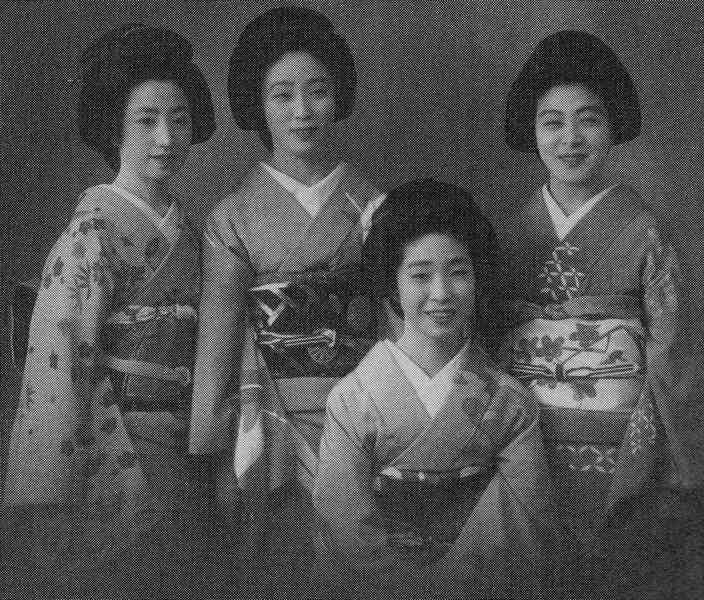
吉原芸者四人衆。右端がみな子。

16歳で、吉原の芸妓として一本立ちした。贔屓の客は多く、19歳の頃には作家の西条八十が、月1回は来ていたという。20歳の頃、美人で芸達者なことから「吉原芸者四人衆」の1人に数えられ、1日20以上の座敷を抱えた。みな子は後年、この当時のことを「いちばんいい時代でした」と語っていた。
1軒の座敷は6時間、8時間で、最も多い日は12軒も13軒もこなし、座敷の掛け持ちも珍しくなかった。浅草や新橋などの花街などは、深夜0時頃に終わり、客はそれから引手茶屋へ移動、みな子たちが呼ばれるのはそれからであった。そのために、座敷を終えて帰宅するのは夜中3時、4時という生活だった。
夜通し座敷遊びをする客がいて、いつでも仕事に呼ばれるため、化粧を落として眠ることはほとんどなかった。明け方の4時頃に座敷がかかり、寝床で乱れた化粧をわずかに直して出かけることもあった。もっとも吉原芸者は、あくまで着飾った花魁を引き立たせるための存在だとこだわり、化粧は地味目で通し、かつらは着けず、地髪を結って座敷に出た。
中には、昼間から引手茶屋でみな子たちと遊び、夜には遊女のもとへ行き、翌朝に茶屋に戻り、昼にみな子たちを呼び、午後に風呂に行き、夕方にみな子たちを呼び、夜には貸座敷の繰り返しで、3日間居続ける客もいた。

### 戦中・戦後
時代が戦中に突入すると、「贅沢は敵」のスローガンのもと、芸妓の奏でる鼓や太鼓は時局に合わないとされ、仕事を取り上げられた。みな子は勤労奉仕隊の第一班長を務め、国会議事堂のカモフラージュなどの作業にも勤しんだ。
当時は、「吉原がなくなれば、アメリカ人も遊び場に困るから、吉原は爆撃されないだろう」といわれており、みな子も疎開せず、空襲があっても置き屋に留まっていた。しかし1945年（昭和20年）3月10日の東京大空襲を受け、吉原も焼け野原となった。多くの花魁たちが死去する中、みな子は着物や楽器をすべて失いながらも、何とか逃げおおせた。
その後、祖母を頼って北海道豊浦町に疎開した。祖母からは、芸妓を辞めて豊浦で嫁入りするように勧められた。しかしみな子は、家事も農業もできず、芸に生きる女として、結婚への興味も完全に失っていたことから、芸妓への返り咲きを夢見て、数年後に吉原に戻った。
引手茶屋の主人たちも芸妓たちも多くが死去し、集まったのは12人のみであった。その内で芸ができるのはみな子のみであったため、必然的にみな子が師匠となった。仕込みっ子（みな子が半玉になる前のように、芸妓を目指して芸を教え込まれている少女）も、「金にならない」との理由で、多くが吉原から別の地に移った。一方でみな子自身は、かつて芸者屋の主人から「いっぺん、その土地に出た者は、土地の何とかさんて呼ばれなきゃ駄目なんだ」と言われたことが頭にあり、他の土地で働く気にはなれなかった。軍隊の慰問にも行った。

### 吉原の変遷
1958年（昭和33年）、売春防止法に伴い、東京の地名から「吉原」の文字は消え、300年余培われた「江戸の粋」が消えた。みな子は吉原が消えた後も、浅草などの座敷で三味線や鼓、踊りを披露した。芸に惚れた客から声がかかり、各地の座敷で吉原の芸を披露した。
みな子は「かつての吉原は戻らない」と諦めかけていたが、その矢先の1961年（昭和36年）、茶屋の一つの「松葉屋」が観光客相手の花魁ショーを始めることになり、女子中学生に芸を教えるよう依頼された。ショーといえども、もう一度吉原が輝きを取り戻すことを願い、自分の座敷を断ってまで没頭した。その後、はとバスの名物コースとして松葉屋のショーが組み込まれ、国内外の観光客から評判となり、1998年（平成10年）まで続いた。吉原文化継承を試みる人々の尽力により、一時は通りにバスが20台ほど並び、日本国外の観光客が通りにあふれた。
1990年頃、戦中・戦後を通じて約60年間暮らし続けた吉原を離れ、浅草に転居した。「日本一のソープランド街」といわれる地に変貌した吉原のことは、「あんな町は見たくない」と言って、足を踏み入れることすら拒むようになった。「今の吉原は粋じゃない。味も素っ気もない」とも語っていた。平成期には、当時の吉原について語ることを避けるようになっていた。
みな子は「生涯、現役を通す」と語っていたものの、遊びの多様化や女性の社会進出で花柳界は衰退の一途を辿り、1996年（平成8年）には5月時点で座敷は27回と激減、まったく声のかからない月もあった。客も減り、往時を語り継ぐ吉原の芸妓たちは次々に他界した。それでも「最後の現役の芸妓」として、浅草などの座敷に出続けていた。大井町の若い芸者たちなど、後進にも稽古をつけていた。

### 文化保存
1990年代半ば、寄席音曲師の柳家紫文と三味線が縁で知り合い、紫文はみな子の芸や知識の深さに惹かれた。「みな子さんが知る歴史や文化を後世に残さねば」と、その証言の書籍化を企画、自ら取材などを行い、これが自伝『華より花』の出版につながった。
2005年（平成17年）、女性の木遣（作業唄）を伝える目的で、女性芸人17人が落語家の古今亭志ん朝の遺志を継ぎ、住吉木遣り連「大江戸小粋組」を結成すると、みな子は稽古役を務め、一同の稽古に協力した。「男衆の木遣は、木をひきながら歌う労働歌。これに対し女木遣りは、客の気をひくお座敷芸。もっと粋に歯切れよく」が口癖であった。
同2005年夏、日本文学研究者の安原眞琴が、自身が専任講師を務める立教大学文学部の付属高校の授業で江戸文化を教えた際に、知人の紹介でみな子が講師に訪れ、みな子が「吉原芸者の最後の1人」と名乗ったことから、みな子と安原の親交が始まった。安原はこれを機に吉原の歴史の保存のため、みな子の活動の映像化に取り組み、その後の2010年までかけて取材を続けた。
平成期において国内一ともいわれるソープランド街となった吉原に、江戸伝統文化を取り戻す町おこしの一環として、2007年（平成19年）11月に木目調の街路灯16本が設置された際には、ただ1人残る吉原芸妓として、点灯式に参加した。

### 晩年
90歳を過ぎても、週に3度は座敷に上がった。後進の育成にも尽力し、稽古も欠かすことはなかった。眼鏡も杖も使わず、人前では常に美しい姿を見せ、「顔を洗わずとも紅はつける」が口癖だった。晩年には、浅草や赤坂の料亭で、馴染みの客を前に華やかな手古舞姿で木遣を披露するなど、芸一本で座敷を取り持っていた。
しかし2009年（平成21年）の秋から、体調不良が目立ち始めた。座敷でよろめいて、「もうお座敷は辞めたい」と漏らしたこともあった。それでも翌2010年（平成22年）3月まで、弟子の稽古や座敷に立ち続けた。化粧や髪形に気を配るなど、常に客に見られることを意識していた。浅草など吉原以外で開かれる座敷に出かける際にも「遠出してくる」というほど、「吉原芸者」として生きることにこだわり続けた。
同2010年4月21日、稽古中に体調の異変を訴え、翌日に入院した。「芸妓として100歳まで頑張る」と周囲に語っていたが、同2010年5月31日、がん性腹膜炎のために、満90歳で死去した。

## 没後
葬儀は東京都台東区の長国寺で行われ、先述の安原眞琴の他、長年にわたって座敷を共にした幇間（男芸者）の桜川七好を始めとする花柳界の関係者、東京芸術大学教授副学長の北郷悟ら、多彩な顔ぶれが参列した。
出棺では弟子の女性たちが、男衆が歌う木遣りを吉原芸妓向けにアレンジした「女木遣」を歌い、三味線、鼓、大鼓の賑やかな演奏で棺を送り出した。霊柩車は荒川区の火葬場までの道を遠回りして、浅草見番、かつて吉原で華やいでいた仲之町、大門を回って、花道を飾った。
2013年（平成25年）、安原眞琴による映画『最後の吉原芸者 四代目みな子姐さん』が完成した。約1時間の短編映画の中に、みな子の生涯や芸者としての経歴、吉原の説明のほか、みな子が磨き上げてきた唄や三味線、鼓などの芸が収められている。安原は、みな子のことを「吉原の独自の文化や風習に関してよく記憶しているし、当意即妙な会話や芸者として生きる姿に惹かれた」と語っており、少女期より芸妓の世界で過ごしたみな子の生涯が、吉原の歴史とも重なることから、みな子の受け継いだ芸を知ることで、江戸文化に触れることを狙いとしている。

## 人物・評価
さばさばとした気性で、戦後の吉原衰退後には、「男みたいだったからやってこられた」とも語っていた。90歳を過ぎた頃には、健康のために「酒は1日に2合まで」と医師から注意を受けていたが、守ることができなかったようで、最も幸福な時間は芸のときではなく「呑んでいるとき」と答えていた。疎開時に郷里での結婚話を断ったのは、「北海道の田舎町では飲みに行くこともできない」が理由の一つであった。また80歳まではたばこも嗜み、食事では野菜が嫌いで肉を好んだ。
私生活においては、職業意識が高く、稽古と座敷の毎日に、結婚は全く考えなかったというが、28歳のとき贔屓の客に惚れ、その息子を生んだ。しかし相手が認知を避けたことで、別離した。1年半後に別の客の男と同棲したが、16年後に死別、その後は独身で過ごした。長男は結婚し、晩年には孫や曾孫たちももうけていた。
没後、芸人の北見寿代は「芸を学ぶだけでなく、人柄を慕い、お師匠さんとお付き合いしたくて指導を受ける人もいた」
「三味線や踊り、木遣りにお座敷芸と何でもこなすまさに生き字引でした。もっと教わりたいことがあったのに」、漫才協会名誉会長の内海桂子は葬儀で「お客さまを遊ばせるあの芸は、習っただけではできない。本当に惜しい」と、その死を偲んだ。

## 著作
- 『華より花』主婦と生活社、2009年4月6日。ISBN 978-4-391-13649-4。